# Pseudo-Sinesi
Sinesi (Synesius, Συνέσιος) o Pseudo-Sinesi és el nom d'un tractat en grec sobre febres publicat el 1749 ("Synesius de Febribus, quem nunc primnum ex Codice MS. Bibliothecae Lugduno-Batavae edidit, vertit, Notisque illustravit Jo. Steph. Bernard. Accedit Viatici Constantino Africano interprete lib. vii. pars". Com es veu pel seu títol és un tractat de medicina amb descripció de malalties i els seus tractaments.
Encara que atribuït a un metge de nom Sinesi, després es va veure que era part d'una obra en set llibres de nom Βίβλος λεγομένη Τὰ Ἔφόδια τοῦ Ἀποδημοῦντος, συντεθειμένη παρὰ Ἔπρου Βγζαφὰρ τοῦ Ἔβη Ἐλζηζὰρ, ηεταβληθεῖσα εἰς τὴν Ἑλλάδα γλῶσσαν παρὰ Κωνσταντίνου πρωτασηκρήτον τοῦ Ῥηγίνου, i sembla evident que l'autor fou en realitat Constantí Africà.
Constantí Africà va deixar diverses obres entre les quals "De omnium Morborum, qui Homini accidere possunt, Cognitione et Curatione" o "Viaticum" que és l'obra abans esmentada com a Pseudo-Sinesi, probablement una traducció d'una obra original d'Abú Ja'far Ahmed Ibn Ibrahím Ibn Abí Kháled, o Ibnu-l-Jezzár. (Constantí l'anomena Abú Jafar Ibnu-l-Jezzár o Ahmed Ibn Ibrahím Ibn Abí Kháled) un deixeble de Ishak Ibn Soleiman Al-Israilí (conegut per Isaac Judaeus), que va viure a Kairuan on va morir el 1004 o 1005, eminent autor d'obres de medicina, metafísica, historia i altres camps entre les quals Zádu-l-Musáfer, "Viaticum Peregrinautium" en set llibres.